# Майка

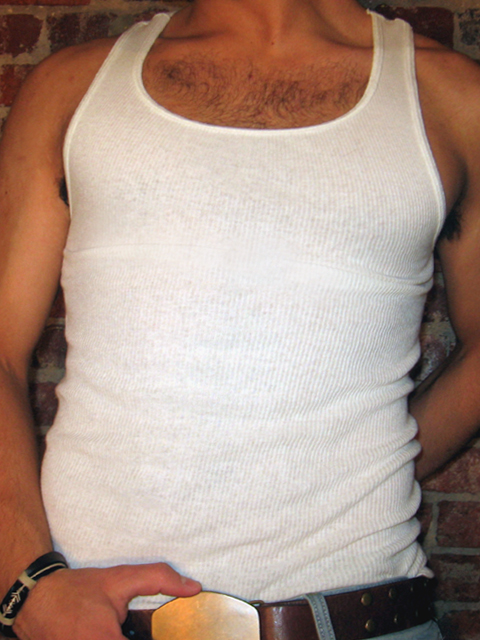
Чоловіча майка

Ма́йка — натільний одяг без рукавів, спідня білизна. Може використовуватися як частина спортивної форми в деяких видах спорту.
Слово «майка», очевидно, є запозиченням з російської мови, походження його неясне: 1) від май («травень»); 2) від італ. maglia, фр. maillot («майка», утворене від прізвища трикотажника Паризької опери Maillot); 3) від нід. maat («матрос») — звідки також утворене нід. maatje («матроські штани»). Жодна з версій не видається переконливою.

## Історія
Примітно те, що так знайомі всім чоловікам майки походять від жіночого купальника на широких бретельках. Змінювалася мода, і верхня частина купальника стала окремою частиною спідньої білизни.
Перші майки шили з бавовни, в наші дні майка може бути зшита з різноманітних матеріалів. Частою особливістю майки є напис або малюнок.
Завдяки Джорджу Массону майки набули популярності в Америці приблизно в середині 1980-х рр.
Існує думка, що майки стали популярними завдяки рок-зіркам, які надягали їх на своїх концертах, прикладу зірок вторували фанати. Проте, майка часто з'являлася і на кіноекранах, вигідно демонструючи силу, мужність і рішучість кіногероя.
Спідню білизну носили, щоб приховати волосяний покрив на чоловічих грудях, проте, майка не сприяє захисту від прояву потових плям на верхньому одязі. Майки часто носять спортсмени, наприклад, легкоатлети і велосипедисти.
Як верхній одяг, майка стала особливо популярною в кліматично жарких регіонах Америки в 80-і роки XX століття, а в деяких країнах вона вважається цілком прийнятною для виходу в суспільство.
Безсумнівно, безрукавки є бажаними для жителів країн з дуже теплим кліматом, оскільки тонка тканина і відсутній рукав служать гарною вентиляцією.

## Майка-алкоголічка
Майка-«алкоголічка» — біла майка, яку (як і штани з пухирями на колінах) носить хрестоматійний радянський алкоголік. 
У США аналогічний фасон називається wife-beater shirt («сорочка того, хто б'є дружину»).